# Manifesto beat/Realtà n° 1
Manifesto beat / Realtà n° 1 è il secondo singolo su 7" de I Bit-Nik pubblicato nel 1967 dalla Meazzi Edizioni Discografiche.

## Tracce
Lato A
1. Manifesto beat (Mario De Sanctis, Tato Queirolo)

Lato B
1. Realtà n° 1 (Mario De Sanctis, Tato Queirolo)